# قفز تزلجي

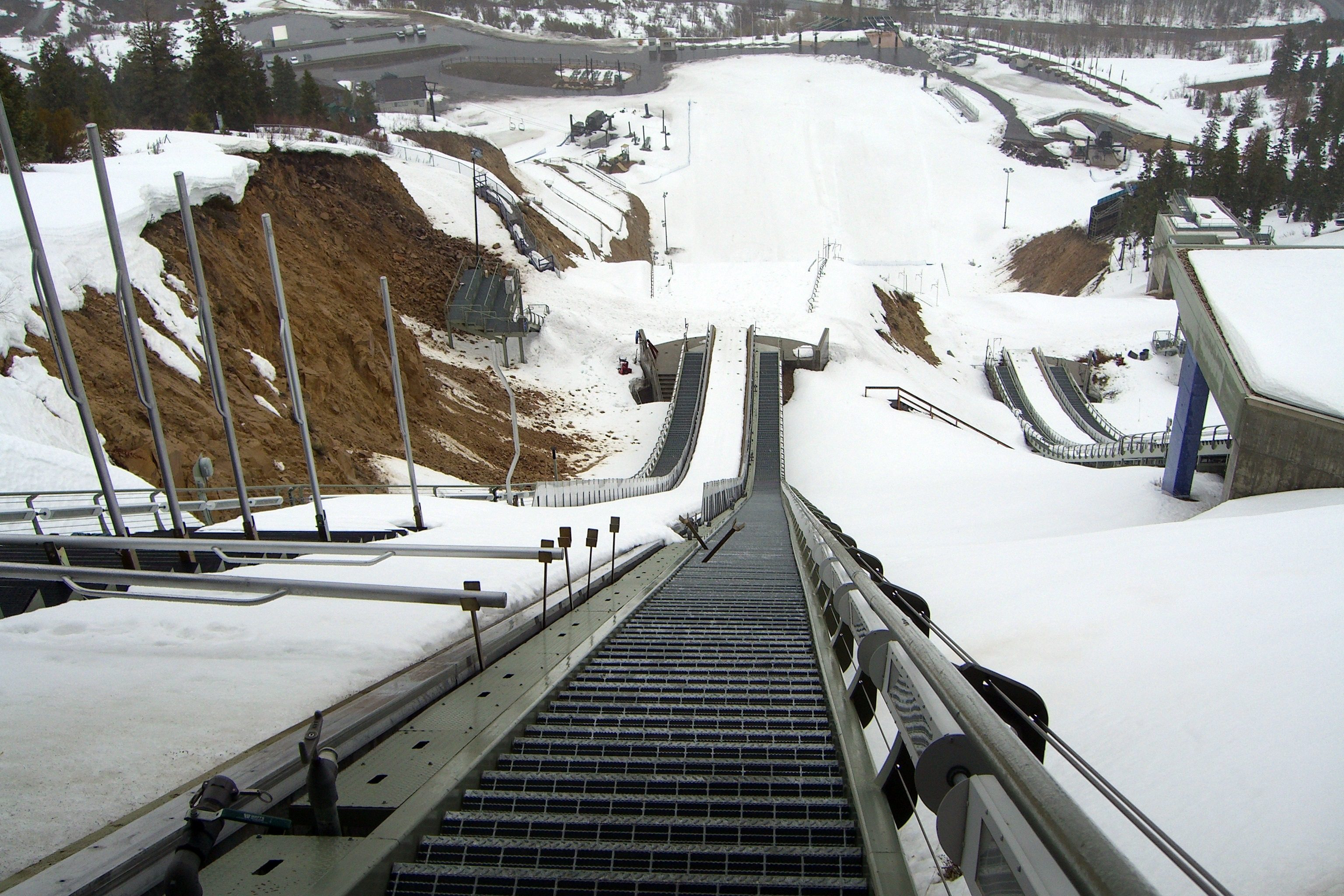
منظر من أعلى مسار القفز التزلجي

القفز التزلجي  أو الوثب التزحلفي أو أو التزلج مع القفز على الثلج نوع من أنواع الرياضة الشتوية يقوم الرياضي فيها بالتزلج على مسار مرتفع ومنحدر (مزلج) inrun ثم يقوم بالقفز للوصول إلى أبعد مسافة ممكنة.
بالإضافة إلى المسافة التي يصل إليها الرياضي أثناء قفزه، فإن النقاط تحتسب في هذه اللعبة أيضاً على أسلوب وتناسق عملية القفز وذلك من قبل لجنة من الحكام.
تعد هذه الرياضة من أحد أنواع الألعاب المعتمدة في الألعاب الأولمبية

## بدايات نرويجية[6]
في عام 1808، حلّق النرويجي أولي ري لمسافة 9.5 مترًا، وكانت تلك نقطة انطلاق الرياضة، بينما يرجح الكثيرون أن مواطنه سوندري نورهايم هو أب القفز التزلجي الحديث. في عام 1866، فاز بأول مسابقة عالمية للقفز التزلجي أقيمت في أفته، هايدالسمو، النرويج.

## الرواد الأوائل
بعد الحرب العالمية الأولى، طور جاكوب تولين تامس وسيغموند رود أسلوب القفز الذي أصبح يُعرف باسم «تقنية كونغسبيرغ». تعتمد التقنية على ثني الجسم عند منطقة الوركين وميلانه للأمام، بينما تكون الذراعان ممدودتان إلى الأمام، والزلاجتان موازيتان لبعضهما البعض. بفضل تلك التقنية، أصبح سيب برادل أول من يتزلج لمسافة تزيد عن 100 متر. في عام 1936 قفز النمساوي مسافة 101 متر.

## تحسينات جديدة
في منتصف الخمسينيات من القرن الماضي، بدأ السويسري أندرياس ديشر بوضع ذراعيه إلى الخلف عند القفز، بينما يميل إلى الأمام بشكل أكثر حدة. في عام 1985، نشر السويدي يان بوكليف طريقته في القفز واصفًا إياها بالحرف اللاتيني V. قابلته موجة من السخرية، لكن أسلوبه أثبت فعالية أكبر، وفي ألعاب 1992، استخدم جميع المتزلجين الفائزين بالميداليات الأولمبية طريقته في القفز.

## التاريخ الأولمبي
بعد الحرب العالمية الأولى، طور جاكوب تولين تامس وسيغموند رود أسلوب القفز الذي أصبح يُعرف باسم «تقنية كونغسبيرغ». تعتمد التقنية على ثني الجسم عند منطقة الوركين وميلانه للأمام، بينما تكون الذراعان ممدودتان إلى الأمام، والزلاجتان موازيتان لبعضهما البعض. بفضل تلك التقنية، أصبح سيب برادل أول من يتزلج لمسافة تزيد عن 100 متر. في عام 1936 قفز النمساوي مسافة 101 متر.